# Kobylin-Borzymy
Kobylin-Borzymy è un comune rurale polacco del distretto di Wysokie Mazowieckie, nel voivodato della Podlachia.
Ricopre una superficie di 119,6 km² e nel 2004 contava 3 675 abitanti.